# 杨慧
杨慧（1965年7月—）。男，汉族，河北康保人，中华人民共和国政治人物。河北工学院工业管理工程系工业管理专业毕业。

## 生平
1989年3月参加工作，1985年1月加入中国共产党。曾任河北省人民政府研究室副处级研究员，河北省人民政府办公厅副处级秘书、调研员（正处级秘书），中共河北省委办公厅正处级秘书、副主任，中共邯郸市委常委、秘书长，中共邯郸市委副书记、秘书长，中共邯郸市委副书记等职务。
2008年3月，任河北省广播电视局党组书记。2008年4月，任河北省广播电视局局长、党组书记。2009年7月，任河北省广播电影电视局局长、党组书记。
2012年1月，任中共衡水市委副书记、代市长（2月当选市长）。2013年，当选第十二届全国人民代表大会河北地区代表。
2016年11月，任中共沧州市委书记。
2020年8月，改任河北省委直属机关工作委员会常务副书记。